# ستيفن إدوارد ماكدونالد
ستيفن إدوارد ماكدونالد (بالإنجليزية: Steven Edward McDonald)‏ (1956)؛ روائي أمريكي.